# Jim Hagedorn
Pour les articles homonymes, voir Hagedorn.
James Lee Hagedorn, dit Jim Hagedorn, né le 4 août 1962 à Blue Earth (Minnesota) et mort le 17 février 2022 à Rochester (Minnesota), est un homme politique américain. Membre du Parti républicain, il est élu du Minnesota à la Chambre des représentants des États-Unis de 2019 à sa mort.

## Biographie

### Jeunesse et carrière professionnelle
Hagedorn grandit dans une ferme à Truman dans le sud du Minnesota. Son père Tom Hagedorn est élu à la Chambre des représentants des États-Unis dans les années 1970 et 1980.
Après avoir travaillé pour le représentant fédéral Arlan Stangeland (en) à la fin des années 1980, Jim Hagedorn rejoint le département du Trésor à Washington.

### Carrière politique
Hagedorn regagne son Minnesota natal en 2009. L'année suivante, il se porte candidat à l'investiture républicaine, sans succès, lors des élections législatives. En 2014, il se présente à nouveau dans le 1er district du Minnesota, une circonscription plutôt modérée et légèrement favorable aux républicains du sud de l'État. Il décroche la nomination républicaine en battant Aaron Miller, soutenu par le Parti, lors de la primaire. Il perd cependant l'élection générale face au démocrate sortant Tim Walz, qui rassemble 54 % des suffrages. Deux ans plus tard, lors des élections de 2016, il obtient à nouveau l'investiture républicaine. Il est défait d'extrême justesse par le sortant, qui remporte l'élection de moins d'un point. Le même jour, Donald Trump remporte le district avec 15 points d'avance sur Hillary Clinton.
Hagedorn se présente encore en 2018 alors que Walz est candidat au poste de gouverneur. Il fait campagne sur son soutien au président Trump, qui vient faire un meeting dans la circonscription. Des millions de dollars sont dépensés dans son duel face au vétéran démocrate Dan Feehan. Les républicains considèrent alors sa victoire comme nécessaire pour garder le contrôle de la Chambre des représentants,. Hagedorn est finalement élu représentant de justesse, avec 1 300 voix d'avance sur 300 000 bulletins. Il affronte à nouveau Dan Feehan en 2020 et remporte l'élection avec trois points d'avance sur le démocrate.
Il meurt d'un cancer en février 2022.

## Positions politiques
Hagedorn est un républicain conservateur, connu pour ses positions anti-immigration. Dans une interview au MinnPost en 2018, il se déclare « pro-vie, pro-armes, et pro-Dieu ».